# Zaroślak oliwkowy
Zaroślak oliwkowy (Atlapetes flaviceps) – gatunek małego ptaka z rodziny pasówek (Passerellidae). Występuje jedynie na niewielu stanowiskach w środkowej Kolumbii na stokach Andów. Jest uznawany za gatunek bliski zagrożenia.

## Systematyka
Gatunek po raz pierwszy zgodnie z zasadami nazewnictwa binominalnego opisał Frank Michler Chapman, nadając mu nazwę Atlapetes flaviceps. Opis ukazał się w 1912 roku w pracy Diagnoses of apparently new Colombian birds na łamach czasopisma „Bulletin of the American Museum of Natural History”. Autor jako miejsce typowe wskazał Rio Toche w departamencie Tolima w Kolumbii. IOC nie wyróżnia podgatunków.

### Etymologia
- Atlapetes: połączenie słowa Atlas z gr. πετης petēs – „lotnik” (πετομαι petomai – „latać”)[10].
- flaviceps: łac. flavus „żółty”, łac. caput, capitis „głowa”[11].

## Morfologia
Nieduży ptak ze stosunkowo krótkim, grubym u nasady dziobem w kolorze czarniawym. Szczęka i żuchwa są lekko zakrzywione. Tęczówki brązowe. Kończyny dolne ciemnobrązowe. Pióra głowy, gardła, szyi i piersi oraz brzucha w różnych odcieniach żółtego przechodzącego na grzbiecie w oliwkowy. Górne pokrywy skrzydeł ciemnooliwkowe, lotki czarnooliwkowe z żółtawymi obrysami. Ogon długi, stopniowany, środkowe sterówki najdłuższe, zewnętrzne krótsze, wszystkie w kolorze ciemnooliwkowym. Obie płcie wyglądają tak samo. Młode osobniki mają oliwkowe plamy na głowie, piersiach i bokach ciała. Długość ciała z ogonem 17 cm.

## Zasięg występowania
Zaroślak oliwkowy jest spotykany tylko na kilku stanowiskach w środkowej Kolumbii. Są to oba zbocza Kordyliery Środkowej w departamentach Caldas, Tolima i Cauca oraz zachodnie zbocza Kordyliery Zachodniej w departamentach Risaralda i Valle del Cauca. Występuje na wysokości od 1550 do 2700 m n.p.m., czasami także w obszarach położonych niżej, nawet do 1200 m n.p.m. Inne źródła podają zakres wysokości, na których spotykany jest ten gatunek, pomiędzy 1900–2440 m n.p.m.

## Ekologia
Zaroślak oliwkowy jest gatunkiem endemicznym. Jego głównym habitatem są zarośla przylegające do wykarczowanych obszarów na zboczach wysokogórskich lasów oraz zarośla w wilgotnym lesie równikowym, obrzeża sadów i plantacji. Jest gatunkiem głównie roślinożernym. Odżywia się owocami roślin z rodzaju Miconia z rodziny zaczerniowatych (Melastomataceae) oraz Bocconia frutescens z rodziny makowatych (Papaveraceae). Występuje zazwyczaj w parach lub niewielkich grupach do czterech osobników, ale spotykany jest także w stadach mieszanych głównie z różnymi gatunkami tanagrowatych oraz z pleszówką ozdobną. Żeruje głównie w środkowych i górnych partiach drzew.

### Rozmnażanie
Aktywne gniazdo obserwowano w maju, osobniki młodociane z rodzicami w czerwcu, a zbieranie materiału na gniazdo w listopadzie. Brak bardziej szczegółowych informacji.

## Status
Od 1988 roku zaroślak oliwkowy wpisany jest do Czerwonej księgi gatunków zagrożonych IUCN. Pierwotnie był uznany za gatunek zagrożony (Threatened). Od 1994 roku klasyfikowano go jako gatunek zagrożony (EN – Endangered), a od 2020 roku uznawany jest za gatunek bliski zagrożenia (NT – Near Threatened). Zasięg występowania zaroślaka oliwkowego według szacunków organizacji BirdLife International obejmuje tylko około 67,1 tys. km². Liczebność populacji jest obecnie szacowana na 10 000–19 999 dorosłych osobników. BirdLife International uznaje trend liczebności populacji za spadkowy. Głównym zagrożeniem dla liczebności populacji jest wycinka lasów oraz wypasanie bydła. BirdLife International wymienia 9 ostoi ptaków IBA, w których ten gatunek występuje, wszystkie w Kolumbii, m.in.: Park Narodowy Selva de Florencia, Park Narodowy Nevado del Huila, Park Narodowy Puracé.